# Raissa Adler
Raissa Adler (en russe : Раи́са Тимофе́евна А́длер), née Raissa Epstein, est une militante autrichienne pour les droits des femmes, d'origine russe, née le 9 novembre 1872 à Moscou et décédée le 21 avril 1962 à New York.

## Biographie
Raissa Epstein reçoit une éducation à domicile avec des professeurs particuliers. En raison de l'interdiction des études pour les femmes en Russie au XIXe siècle, elle se rend à Zurich en 1895 pour étudier la biologie à l'université,.
En 1896, elle s'installe à Vienne et rejoint le mouvement féministe. Elle y rencontre Alfred Adler, qu'elle épouse en 1897 à Smolensk. Le couple a eu quatre enfants : Valentina (1898), Alexandra (1901), Kurt (1905) et Cornelia (1909).
Raissa Adler, esprit libre et politiquement engagée, fréquente des émigrés russes révolutionnaires, dont Léon Trotski, qu'elle rencontre en 1929 grâce à une émigrée russe, Aline Furtmüller (de),.
Elle participe à des initiatives pour les droits des femmes sous l'égide de Julius Tandler, conseiller municipal de Vienne chargé de la santé. Elle cofonde également le Secours ouvrier international en Autriche et s'engage dans des mouvements communistes, comme le Secours rouge international et le Parti communiste d'Autriche,. En 1922, elle contribue à la préparation d'un mouvement pacifiste viennois lié à Clarté - qui donnera plus tard naissance au journal éponyme - fondé par Henri Barbusse.
Au début des années 1930, elle siège au conseil d'administration de l'Association de psychologie Individuelle. Après la guerre civile autrichienne de 1934, elle est brièvement arrêtée en raison de son activisme politique. Cet événement pousse Alfred Adler à l'accompagner aux États-Unis, où ils émigrent en 1934.
Après la Seconde Guerre mondiale, Raissa Adler occupe des postes importants dans l'Association de psychologie Individuelle à New York. En 1954, elle est élue présidente d'honneur du conseil d'administration.